# Снессорева, Софья Ивановна
Софья Ивановна Снессорева (урождённая Руновская; 1816—1904) — прозаик, переводчица.

## Биография
Отец, Иван Николаевич, ― из обер-офицерских детей, получил личное дворянство, служа на Кавказе, коллежский асессор, юрист; мать Елизавета Ивановна. В семье было шесть сыновей и шесть дочерей; так же в семье «всегда воспитывалась какая-нибудь сиротка как дочь» . Первоначальное воспитание — домашнее. Училась в частном пансионе Ц. И. Депнер в Воронеже (1829―1834) вместе с сестрой Н. В. Станкевича, с которым познакомилась на одном из актов пансиона и подружилась. В 1836 году вышла замуж за письмоводителя Воронежского комитета о земельных повинностях Аполлона Васильевича Снес(с)орева (1807—1841), с которым вскоре уехала в Петербург. В 1838 году Снессорева заболела чахоткой и переехала с мужем в Астрахань, где тот получил место чиновника особых поручений при военном губернаторе. За годы проживания в Астрахани (1838—1842) похоронила сына, двух дочерей и мужа, оставшись с трёхлетним сыном. Хотя Снессоревой и была назначена пенсия, ей пришлось более 20 лет выплачивать долги мужа. В Астрахани перенесла воспаление мозга с парализацией уха и глаза, заболела светобоязнью.
Приехав в Петербург (1845), поначалу безуспешно хлопотала о помещении сына в учебное заведение. В результате счастливой встречи в Царскосельском саду
с цесаревичем Александром по его личному распоряжению сын Снессоревой был помещен во 2-ю петербургскую гимназию. На протяжении многих лет Снессорева занималась педагогической деятельностью, служила гувернанткой, в Петербурге зарабатывала уроками.
Начало литературной деятельности ― статьи, написанные совместно с мужем, для Энциклопедии лексикона Плюшара. Познакомилась с О. И. Сенковским, редактировавшим это издание. В 1848 году по рекомендации Е. Н. Ахматовой (с которой Снессорева познакомилась в Астрахани), получила работу переводчицы в журнале «Библиотека для чтения». В дальнейшем печаталась в журналах «Сын отечества», «Нива», «Модный магазин», «Заря», «Дело и отдых». С 1856 года до закрытия журнала «Собрание иностранных романов» Ахматовой делала переводы с французского, немецкого и английского языков. Список литературных трудов Снессоревой с 1849 по 1877 годы включает 708 названий.
Познакомившись с архимандритом Троице-Сергиевой пустыни Санкт-Петербургской епархии Игнатием (Брянчаниновым), Снессорева стала его духовной дочерью. Помогала через Сенковского публикации в «Библиотеке для чтения» (1848―1849) произведений Игнатия, который поручил ей надзор за печатанием, корректурой и редактированием его «Аскетических опытов» и Сочинения (т. 1-4, 1865―1867; 2-е изд., 1886). Основная книга Снессоревой «Земная жизнь Пресвятой Богородицы и описание святых чудотворных её икон»(1891; 2-е доп. изд., 1898; 3-е доп. изд., 1909). Судя по прошениям в Литфонд, с 1877 по 1895 годы Снессорева жила в Царском Селе со старшей сестрой, после смерти которой (1895) ушла в Пятогорский монастырь Санкт-Петербургской епархии.